# 小行星5896
小行星5896（英語：5896 Narrenschiff）是一颗围绕太阳公转的小行星。1982年11月12日，柳德米拉·卡拉季奇在克里米亚发现了此天体。
这颗小行星的绝对星等为337.14920等。小行星5896以德國作家塞巴斯蒂安·布兰特的諷刺詩《愚人船》命名。